# Styczeń 2012

## 29 stycznia
- Białorusinka Wiktoryja Azaranka oraz Serb Novak Đoković zwyciężyli w rywalizacji singlistów podczas wielkoszlemowego turnieju Australian Open. (ATP World Tour, Sport.pl)

## 26 stycznia
- Polska oraz m.in. Stany Zjednoczone, Australia, Kanada, Japonia, Korea Południowa, Meksyk, Maroko, Singapur, Nowa Zelandia, jak również część Unii Europejskiej (bez Niemiec)[1] podpisała porozumienie ACTA. (niezależna.pl)

## 18 stycznia
- Anglojęzyczna Wikipedia i kilka innych stron (m.in. Minecraft, Mozilla) ogłosiły 24-godzinny strajk w proteście przeciwko restrykcyjnym ustawom antypirackim, które zagrażają wolności w internecie (Dziennik Internautów)

## 14 stycznia
- Otto Pérez Molina objął urząd prezydenta Gwatemali. (BBC News)

## 9 stycznia
- W wieku 64 lat zmarł Malam Bacai Sanhá, urzędujący prezydent Gwinei Bissau. (BBC News)

## 5 stycznia
- Międzynarodowa Służba Ruchu Obrotowego Ziemi i Systemów Odniesienia ogłosiła, że po godzinie 23:59:59 30 czerwca czasu uniwersalnego zostanie wprowadzona dodatkowa sekunda przestępna (23:59:60) (hpiers.obspm.fr)
- Portia Simpson-Miller po raz drugi objęła urząd premiera Jamajki. (guardian.co.uk)

## 3 stycznia
- Christopher Loeak został wybrany na urząd prezydenta Wysp Marshalla. {www.rnzi.com}

## 1 Stycznia
- Dania rozpoczęła swoją prezydencję w Radzie Unii Europejskiej {eu2012.dk}
- Azerbejdżan, Gwatemala, Maroko, Pakistan i Togo objęły mandaty niestałych Członków Rady Bezpieczeństwa ONZ (/www.un.org)